# Ctenophthalmus leptodactylus
Ctenophthalmus leptodactylus är en loppart som beskrevs av Hubbard 1963. Ctenophthalmus leptodactylus ingår i släktet Ctenophthalmus och familjen mullvadsloppor. Inga underarter finns listade i Catalogue of Life.